# Державний комітет України у справах релігій
Державний комітет України у справах релігій (Держкомрелігій України) — колишній центральний орган виконавчої влади України, існував у складі двох окремих галузевих департаментів, після ліквідації Міністерства України у справах національностей, міграції та культів у період 1995-2005 років, у 2005-2006 роках під назвою Держдепартаменту релігій, а далі з 8 листопада 2006 року - у вигляді єдиного Держкомітету України у справах національностей і релігій, ліквідованого поступово в 2010-2011 роках. 
Комітет утворений 11 жовтня 1995 року указом Кучми, ліквідований 9 грудня 2010 року, а функції з реалізації державної політики у сферах міжнаціональних відносин, захисту прав національних меншин України, релігії покладені на Міністерство культури України. 

## Історія державного органу в справах національностей
1 листопада 1991 року вищий законодавчий орган України ухвалив «Декларацію прав національностей України», в якій конкретизував задекларовані принципи. Національні меншини України у референдумі 1 грудня 1991 підтвердили волю українського народу до державної незалежності. Принципове значення в цьому відношенні мало прийняття Закону про громадянство України (8 жовтня 1991).
Указом Президента України від 29 квітня 1992 створено Фонд розвитку культур національних меншин України, а 25 червня 1992 Верховна Рада України ухвалила «Закон України про національні меншини в Україні». Його основні положення ввійшли до Конституції України.
26 липня 1996 Указом Президента України «Про зміни в системі центральних органів виконавчої влади України» створено Державний комітет України у справах національностей та міграції (Держкомнацміграції), який забезпечував реалізацію державної політики у сфері міжнаціональних взаємин, прав національних меншин та української діаспори, міграційних відносин. Для задоволення потреб національних меншин ухвалено Державну програму відродження та розвитку освіти національних меншин України.
13 вересня 2001 року Президент України Л. Д. Кучма підписав Указ за № 836/2001 «Про Державний комітет України у справах національностей та міграції». Цей важливий документ ще раз підтвердив, що Україна послідовно продовжує курс на гармонізацію міжнаціональних відносин, підтримання атмосфери доброзичливості та консолідації всього українського суспільства, відновлення історичної справедливості щодо народів, депортованих за радянських часів, забезпечення прав біженців, задоволення національно-культурних потреб українців, які проживають за межами держави.
Згодом, у 2005 році комітет було уніфіковано з Державним комітетом у справах релігій у єдиний Державний комітет України у справах національностей і релігій. 

## Історія державного органу в справах релігій та культів
Отримана у спадок від радянських часів Рада у справах релігій України існувала до 1995 року включно.
Замість неї в 1995-2005 роках існував Держкомітет України у справах релігій, котрий мав відділи релігій при всіх обласних адміністраціях.
Останній склад керівництва Держкомітету України у справах релігій, станом на 2005 рік, виглядав так: Бондаренко Віктор Дмитрович; 1-й заступник Голови	- Новиченко Микола Романович; Заступник Голови - Бай Олег Сергійович; Заступник Голови - Маломуж Микола Григорович. 
До нього входили: Управління організаційної роботи (Начальник	Калашник Петро Савич), Управління релігієзнавчо-аналітичної роботи (Начальник	Любчик Володимир Пімонович), Юридичний відділ (Начальник Клижка Микола Дмитрович), Відділ сприяння міжнародній діяльності релігійних організацій (Начальник Шаповал Георгій Олександрович), Відділ кадрів, контролю і документального забезпечення (Начальник	Аврамова Олександра Миколаївна).

## Керівники у справах національностей
- Ємець Олександр Іванович (1993–1995) — Міністр України у справах національностей та міграції;
- Євтух Володимир Борисович (1995–1998) — Міністр України у справах національностей та міграції;
- Рудько Микола Олександрович (1998–2000) — Голова Державного комітету України у справах національностей та міграції;
- Середа Григорій Порфирович (2000–2002) — Голова Державного комітету України у справах національностей та міграції;
- Москаль Геннадій Геннадійович (2002–2005) — Голова Державного комітету України у справах національностей та міграції;
- Рудик Сергій Ярославович (2005–2006) — Голова Державного комітету України у справах національностей та міграції;

## Керівники у справах релігії
- Колесник Микола Панасович (1992-07.1994) — Голова Ради у справах релігій при Кабінеті Міністрів України[2][3];
- Шульга Микола Олександрович (1994–1995) — Міністр України у справах національностей, міграцій та культів;
- Коваль Анатолій Дмитрович (1995–1997) — Голова Державного комітету України у справах релігій;
- Бондаренко Віктор Дмитрович (01.1997-2005) — Голова Державного комітету України у справах релігій;
- Бондарчук Ігор Володимирович (2005–2006) — Директор Державного департаменту у справах релігій при Мінюсті України;

## Голови Держкомітету
- Попов Георгій Дмитрович (2006) — в.о. Голови Державного комітету України у справах національностей та релігій;
- Саган Олександр Назарович (12.2006-05.2009) — Голова Державного комітету України у справах національностей та релігій;
- Решетніков Юрій Євгенович(05.2009-07.2010) — Голова Державного комітету України у справах національностей та релігій;
- Богуцький Юрій Петрович (07.2010-12.2010) — Голова Державного комітету України у справах національностей та релігій;

## Виноски
1. ↑  Указ Президента України № 1085 від 9 грудня 2010 року «Про оптимізацію системи центральних органів виконавчої влади»
2. ↑  РОЗПОРЯДЖЕННЯ КМУ від 17 січня 1995 р. N 11-р. Київ
3. ↑  ГОЛОВНА ПАРТІЯ ДЛЯ НАС — ЦЕ НАРОД УКРАЇНИ